# Пламен Константинов
Пла́мен Константи́нов (нар. 14 червня 1973) — колишній болгарський волейболіст, догравальник, гравець національної збірної Болгарії, нині — головний тренер новосибірського «Локомотива» та чоловічої збірної Болгарії.

## Життєпис
Народився 14 червня 1973 року.
Під час своєї кар'єри гравця грав у клубах «Левськи» (Софія, 1986—1995), «Славія» (Софія, 1995—1996), «ASPC Gioia del Colle» (Джоя-дель-Колле, 1995—1996), «Аріс» (Салоніки, 1996—1997), «Емлакбанк» (Emlakbank, Анкара, 1997—1999), «Орестіада» (AC Orestiada, 1999—2000), ПАОК (Салоніки, 2000—2001), «Іракліс» (Салоніки, 2001—2002 і 2007—2009), «Олімпіакос» (Пірей, 2002—2003), «Панатінаїкос» (2003—2004), «Тур» (2003—2004), «Аква Парадізо» (Acqua Paradiso Montichiari, Монтік'ярі, 2004—2005), «Ястшембський Венґель» (2005—2006), «Газпром-Югра» (Сургут, 2006—2007).
Під час тренерської кар'єри очолював «Зіраат Банкаси» (2010—2011), «Газпром-Югра» (Сургут, 2011—2012), АСК (Нижній Новгород, 2012—2015), національну збірну Болгарії (2014—2018). Від сезону 2016—2017 є головним тренером новосибірського «Локомотива».
Після початку російського вторгнення в Україну 2022 року далі працював у Новосибірську.